# Vườn quốc gia Brockman
Vườn quốc gia Brockman là một vườn quốc gia ở bang Western Australia, Úc. 
Vườn quốc gia có cự ly 288 km (179 dặm) về phía nam của Perth và 10 km (6,2 dặm) về phía nam của Pemberton.
Vườn quốc gia này nằm trên cả hai bên đường Pemberton-Northcliffe, chủ yếu là bao gồm rừng Karri và Marri . Thực vật dưới tán rừng được tạo thành một hỗn hợp của nhà máy bao gồm Agonis, Trymalium, Acacia và Sheoak sinh sống trong điều kiện đầm lầy.
Ranh giới phía Bắc của vườn quốc gia là sông Warren còn ranh giới phía tây là vườn quốc gia Warren.
Vườn quốc gia không thu phí vào cửa và có các cơ sở phục vụ du khách.
Tên gọi này được lấy từ Yeagarup Homestead gần đó từng được biết đến như là trạm Brockman.